# Anthyllis vulneraria
Anthyllis vulneraria  ('Common kidneyvetch, Kidney vetch) là một cây thuốc bản địa của châu Âu. 
Cây này là một cây thuốc trị các bệnh spasm, detoxify, giảm swelling.

## Hình ảnh

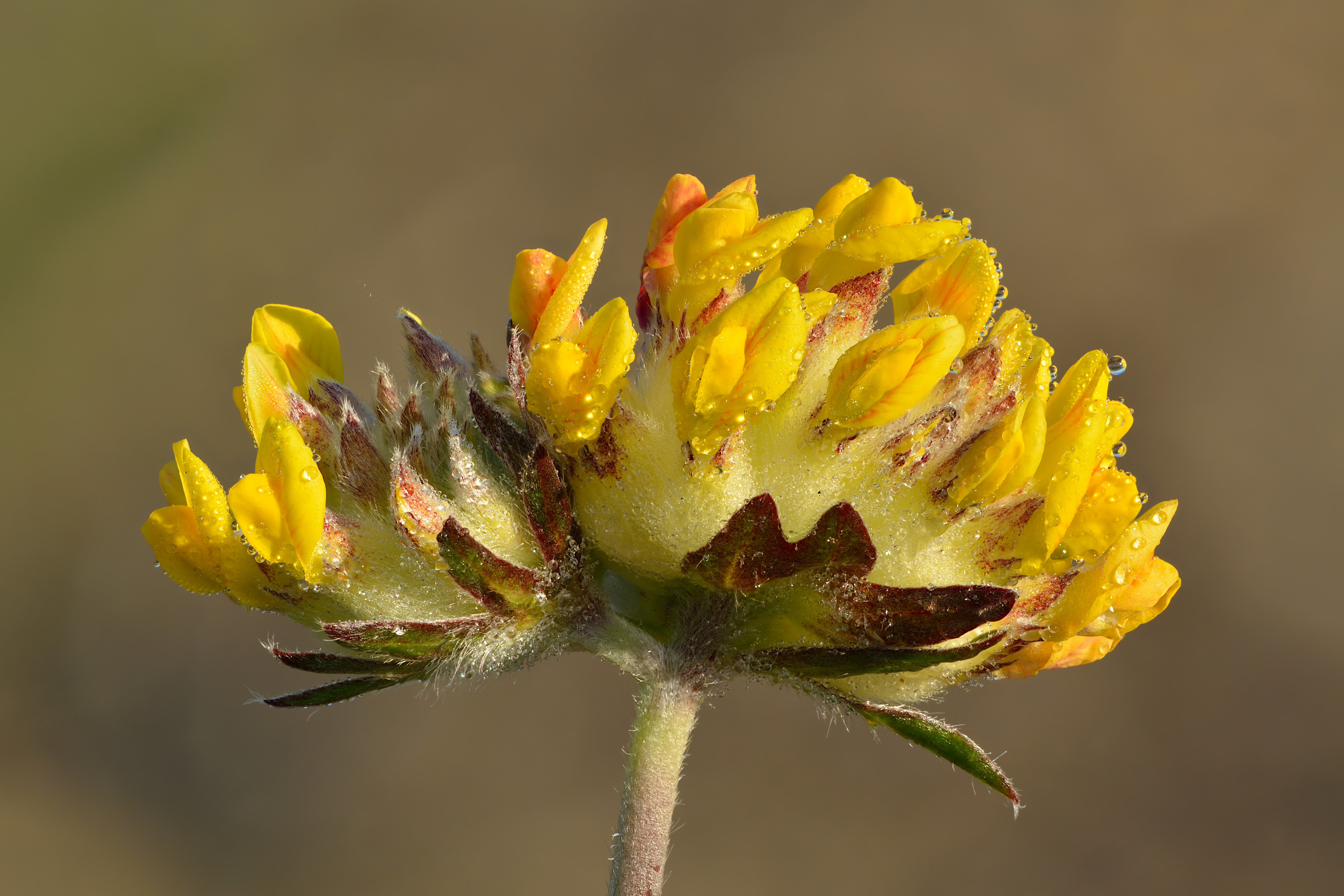
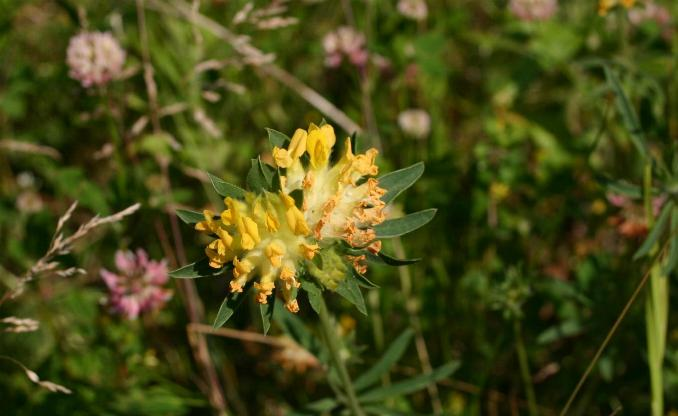
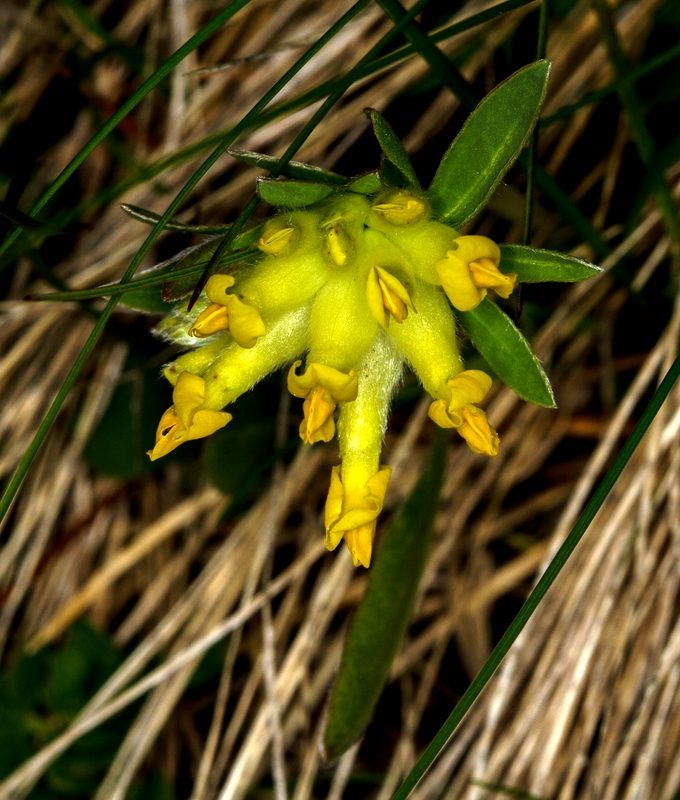
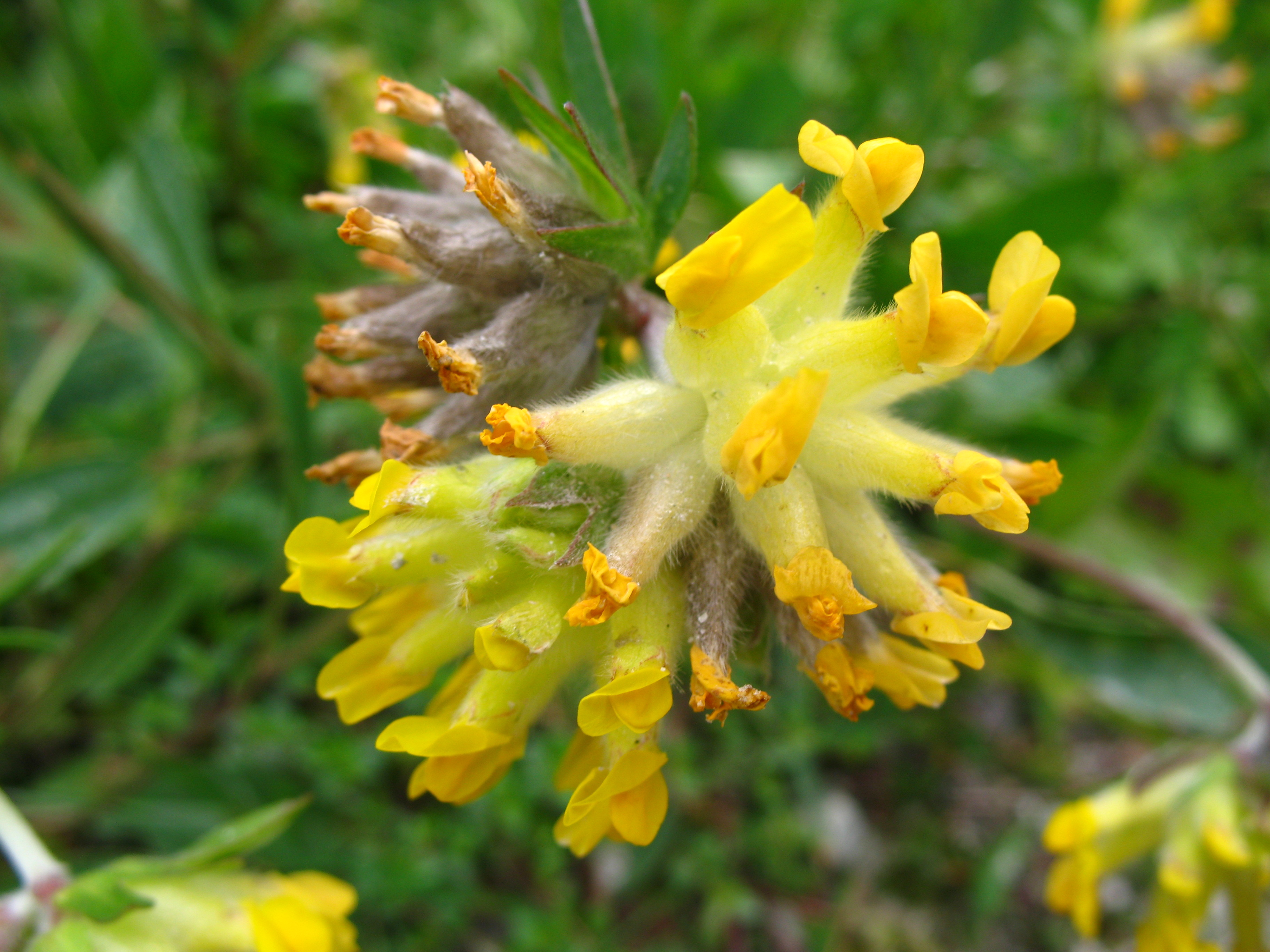